# أداة الغليون

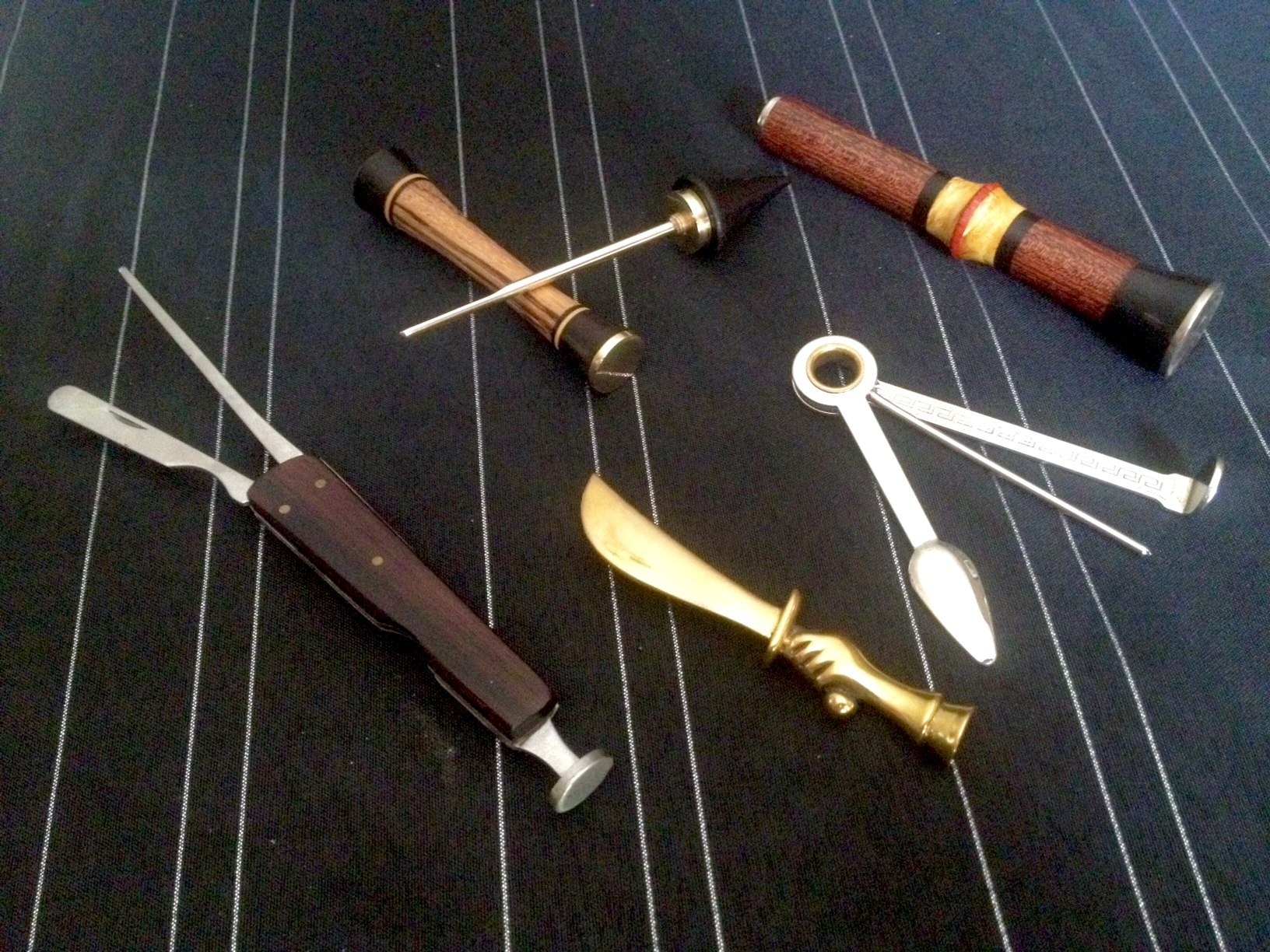
من اليسار:pipe knife, المدك مع المعول,المدك مع المخرطة على شكل سيف ,الاداة التشيكية, المدك

هو أداة صغيرة تم تصميمها للمساعدة في حشو وتدخين وتفريغ غليون التبغ.

## طريقة العمل
يوجد ثلاثة ادوات رئيسية: المدك,المخرطة والمعول
- المدك هي اداة غير حادة,اما عبارة عن دسار بسيط أو مصممة على شكل رأس مسمار.النهاية المسطحة يتم استخدامها لرص التبغ اثناء تعبئة الانبوب, او لسحق الرماد المتراكم في الجزء العلوي اثناء التدخين او لاعادة الاشعال.غالبا ما تحتوي على شق او ثقوب صغيرة للسماح بتدفق الهواء بحيث لا يؤدي رص التبغ الى ايقاف اشتعال التبغ.
- المخرطة او المغرفة هي اداة مسطحة مصممة كنصل سكين غير حاد او ملعقة غير مسطحة,تستخدم لكشط التبغ الرماد والتبغ غير المحترق (بقايا السيجارة)من جوانب وقاع الانبوب
- المعول هو قضيب ضيق يمكن استخدامه لتنظيف الجزء الطويل من الاوساخ او تهوية التبغ المضغوط باحكام.بسبب انها حادة , قد يخدش وعاء الأنبوب ولذلك لا ينبغي استخدامه للكشط.

يمكن دمج هذه الادوات الثلاثة سويا بطرق مختلفة. الأكثر شيوعًا هي الأداة التشيكية ثلاثة في واحد,حيث تتكون من المدك والمخرطة والمعول متصلين معا.وهي ثلاثية الاستخدامات في اداة واحدة: pipe knife تكون المخرطة و المعول مطويين داخل الغلاف مثل سكين الجيب , في حين يتم استخدام النهاية المسطحة كمدك.pipe nail تكون على شكل مسمار احدى النهايات هي المدك اما الاخرى فتتكون من المخرطة. يمكمن ان يكون المدك و المخرطة ادوات منفصلة.

## معرض الصور

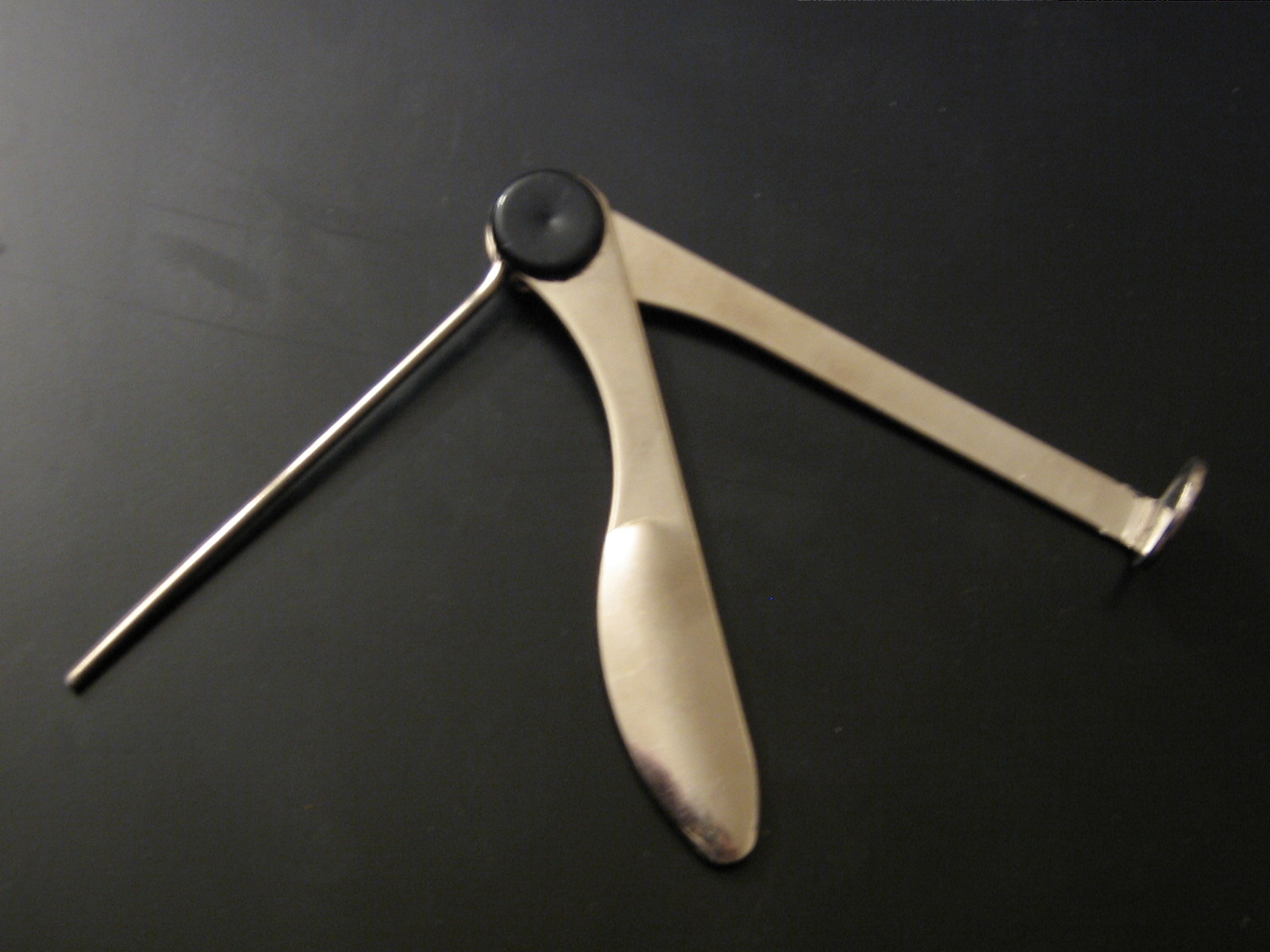
اداة تشيكية تظهر من اليسار معول,مخرطة,مدك
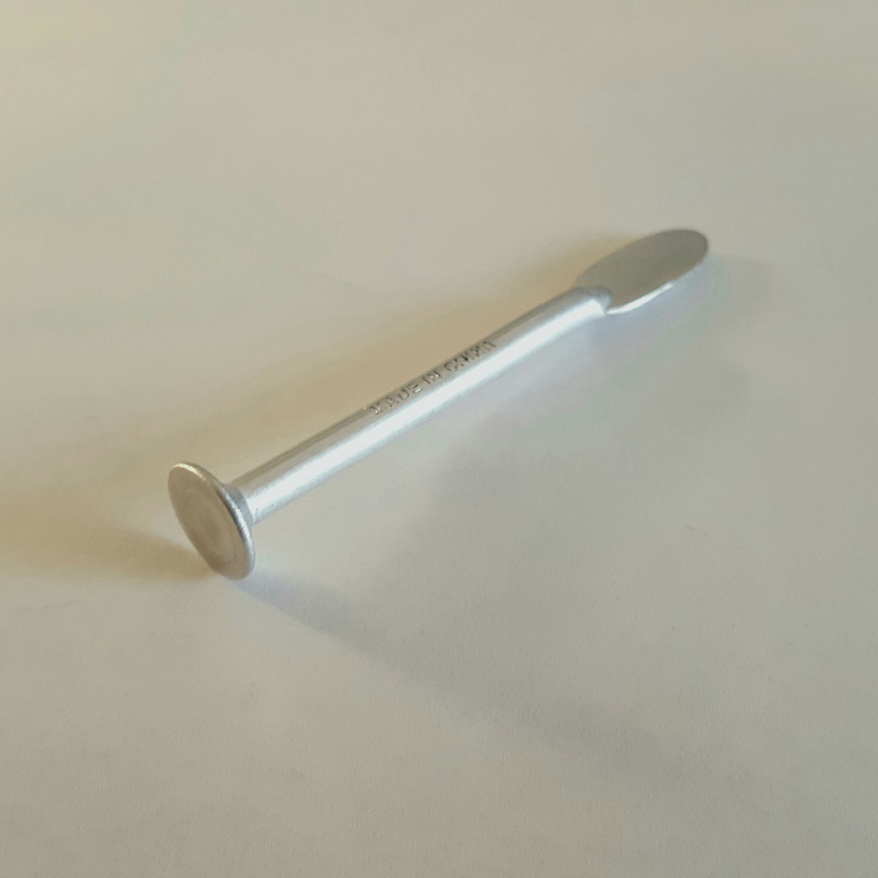
المنيوم pipe nail
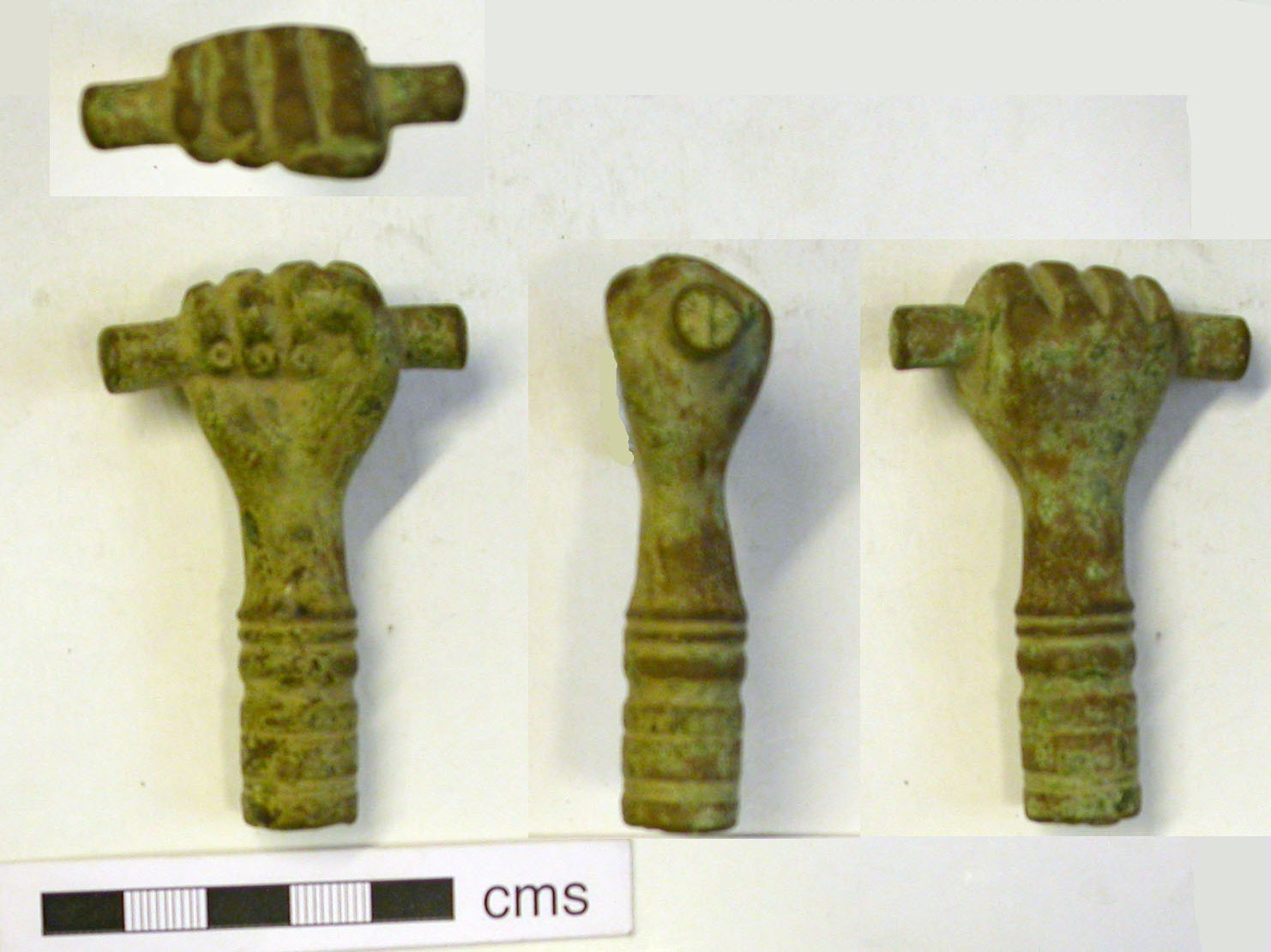
مدك على شكل يد من بداية العصر
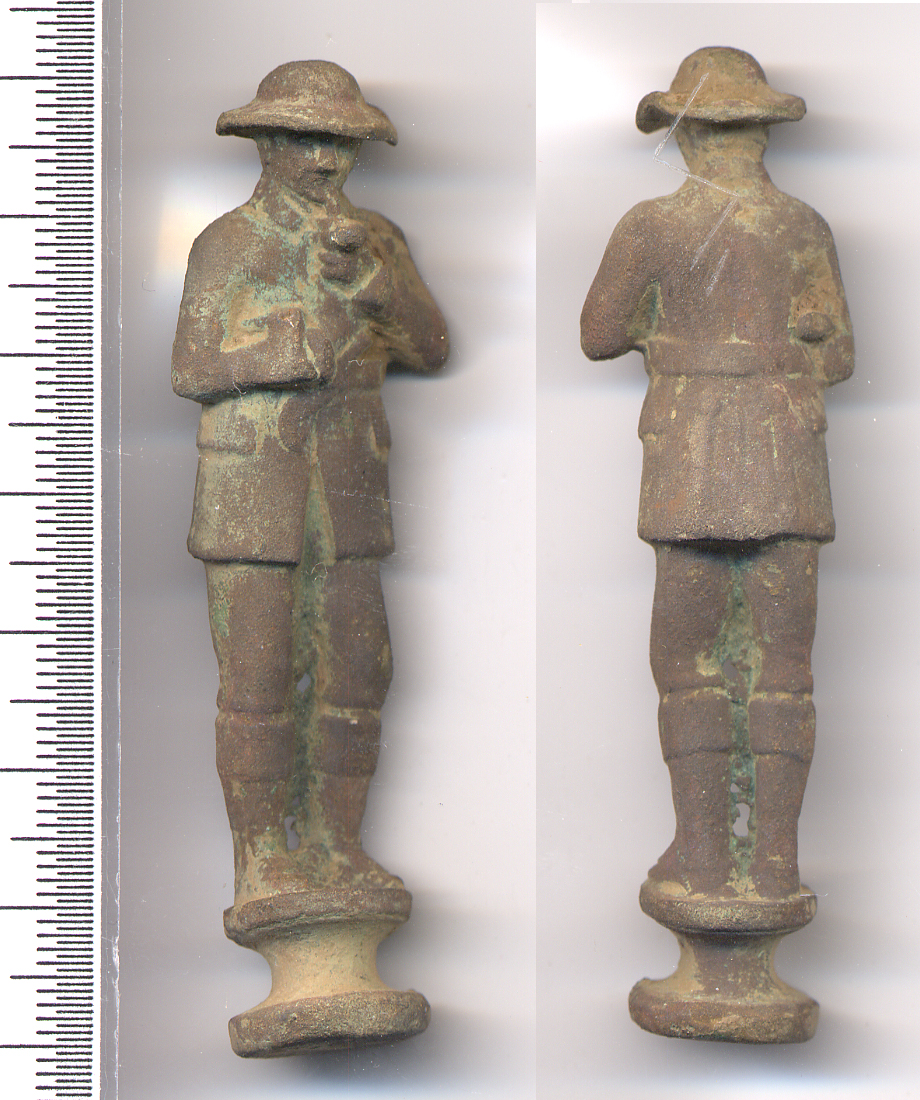
مدك من اوائل القرن العشرين يصور جنديا يرتدي الزي الرسمي ويقوم بالتدخين

## انظر ايضا
طريقة فرانك